# إبراهيم نونو
إبراهيم داود نونو (بالعبرية: אברהם דוד נונו) رجل أعمال وسياسي بحريني من أصل عراقي. عضو سابق في مجلس الشورى وحاليا الرئيس التنفيذي لشركة بسمة. في عام 2006 مول إصلاح المعبد اليهودي الوحيد في البلاد.